# Eugène Tavares
Eugène Tavares est un écrivain et chercheur sénégalais. Il est né au Sénégal dans la région administrative de Ziguinchor. Il enseigne aujourd'hui à l'Université de la même ville après avoir vécu de nombreuses années en France.
Fils de réfugiés de la guerre de libération des colonies portugaises, père capverdien et mère bissao-guinéenne, naturalisés sénégalais, Eugène Tavares a gardé de ses origines un métissage culturel et linguistique, à bases sénégalaise, créole, francophone et lusophone. Ce métissage transparaît dans ses écrits où les personnages de son roman s'expriment en wolof, en français et en créole lusophone. Mais lorsqu'on lui parle d'identité, il se définit comme Sénégalais à deux cents pour cent.
Aussi déclare-t-il : «la différence qu'il y a entre une identité de souche et une identité adoptée, c'est que celle qu'on a de souche n'est pas choisie. Il n'y a donc pas a priori de prise de conscience identitaire forte, à la différence d'une identité acquise ou adoptée »[réf. nécessaire].

## Œuvres
- Eugène Tavares, Insularité et déracinement dans les littératures des archipels atlantiques : les cas des Açores, du Cap Vert et de São Tomé e Principe, S.l., s.n., 1994
- Eugène Tavares, Les Exilés de Koumous : roman, Paris, L'Harmattan, 1998 (ISBN 978-2-7384-6325-8)
- Eugène Tavares, Littératures lusophones des archipels atlantiques : Açores, Madère, Cap-Vert, São Tomé e Príncipe, Paris, l'Harmattan, 2009, 294 p. (ISBN 978-2-296-07575-7, lire en ligne)
- Eugène Tavares, La Complainte des mangroves : poèmes, Paris, L'Harmattan, 2010, 91 p. (ISBN 978-2-296-10267-5, lire en ligne)
- Eugène Tavares, Claridade et la question de la conscience politique (1936-1960), Lille, Atelier national de Reproduction des Thèses, 2008